# Вальс, Мануэль
Мануэль Карлос Вальс Гальфетти (фр. Manuel Carlos Valls Galfetti; род. 13 августа 1962, Барселона, Испания) — французский государственный и политический деятель каталанского происхождения. Государственный министр, министр по делам заморских территорий с 23 декабря 2024 года.
Член Социалистической партии (до 2017 года), министр внутренних дел Франции с 15 мая 2012 по 31 марта 2014 года, премьер-министр Франции с 31 марта 2014 по 6 декабря 2016 года.

## Биография

### Семья и молодые годы
Мануэль Вальс родился 13 августа 1962 года в Барселоне, в Испании. Его дед по отцовской линии был главным редактором католической республиканской газеты в Испании. Во время Гражданской войны он приютил в своём доме священников, которых преследовали троцкисты и анархисты, а после победы Франсиско Франко он был вынужден уйти с работы. Отец Мануэля — каталонский художник Хавьер Вальс (1923—2006), родился в Барселоне. В конце 1940-х он переехал в Париж и встретил свою будущую жену — Луизанджелу Гальфетти, по национальности италоязычную швейцарку из кантона Тичино. Дядя Мануэля — швейцарский архитектор Аурелио Гальфетти.
В 17 лет Мануэль Вальс вступил в Социалистическую партию Франции, чтобы поддержать на президентских выборах социалиста Мишеля Рокара. Французское гражданство получил в 1982 году в 20 лет. Окончил факультет истории Парижского Университета.

### Политическая карьера
С 1983 по 1986 год являлся парламентским атташе депутата от департамента Ардеш Робера Шапюи (фр. Robert Chapuis). В 1988 году стал Первым Секретарём Социалистической Федерации Франции. С 1986 по 1992 год был региональным советником, с 1998 по 2002 годы — первым вице-президентом региона Иль-де-Франс. С 1988 по 1998 год занимал пост заместителя мэра города Аржантей департамента Валь-д’Уаз. С 1988 по 1991 год являлся специальным советником премьер-министра Франции Мишеля Рокара. В 1989—2005 годах был масоном, членом Великого востока Франции. Входил в ложу «Ни бога, ни хозяина». В 1995 году занял пост Национального Секретаря Социалистической партии по коммуникациям, а в 1993 году стал членом национального бюро и национального Совета партии. C 1997 по 2001 годы отвечал за внешнеполитические связи и связи с прессой в кабинете премьер-министра Франции Лионеля Жоспена. В 2001 году на выборах кандидата в президенты от Социалистической партии Вальс состязался с Франсуа Олландом и набрал 5,6 % голосов, однако после поражения быстро включился в избирательную кампанию своего недавнего соперника, став одним из её главных организаторов. В 2001 году стал мэром города Эври, департамент Эссон, пригород Парижа, в 2008 году был переизбран на этот пост, набрав около 70 % голосов. В 2002 году был избран в Национальное собрание Франции депутатом от избирательного округа Эссон, переизбирался дважды в 2007 и в июне 2012 года. В июне 2009 года Мануэль Вальс заявил об участии в первичных выборах от Социалистической партии. В 2012 году участвовал в президентских выборах, занял пятое место.

### Карьера в правительстве
16 мая 2012 года Мануэль Вальс занял пост министра внутренних дел Франции. На этой должности Вальс придерживался жёсткой линии в отношении нелегальной иммиграции, занял непримиримую позицию в отношении комика Дьедонне Мбала Мбала, распорядившись, чтобы ему было отказано в выступлениях на всей территории Франции, предложил пересмотреть закон, который позволяет иммигрантам привозить во Францию свои семьи, был категорически против принятия Румынии и Болгарии в шенгенскую зону. Вальс выражал сомнение в совместимости ислама и демократии, выступая в Брюсселе на Международной конференции по вопросам экстремизма, он заявил, что надо принимать меры для предотвращения распространения «глобального джихада», отметив, что считает необходимым бороться с мусульманами, причисляющими себя к салафитам:
Они пытаются внедриться в различные организации, школы, сообщества, устраивая промывку мозгов целым семьям. Мы будем высылать всех этих имамов, всех этих иностранных проповедников, которые критикуют наши ценности и ведут пропаганду борьбы против Франции.
В сентябре 2013 года Вальс предложил сносить палаточные лагеря цыган, а их самих «отправить назад за границу». Это заявление подверглось резкой критике со стороны Совета по правам человека ООН, Европейской комиссии и Amnesty International. Примечательным стал также случай высылки из Франции семьи 15-летней девушки в Косово. Также Вальс заявлял, что Франция в одиночку не нападёт на Сирию и для решительных действия необходимо подождать и получить мнение США по вопросу о военном вмешательстве в конфликт. За эти неоднозначные действия его сравнивают с Николя Саркози и называют самым правым из левых.

### Пост премьер-министра
31 марта 2014 года президент Франции Франсуа Олланд принял отставку премьер-министра Жан-Марка Эро, и назначил на его место Мануэля Вальса. Это решение было связано с поражением Социалистической партии на муниципальных выборах. В телеобращении, показанном на национальном телевидении, Олланд высказал надежду, что Вальс «сможет повести правительство в бой», сказав, что:
Проголосовав, или воздержавшись от участия в выборах, вы выразили ваше недовольство и разочарование. Я услышал ваше послание. Пришло время начать новый этап. И я доверил Мануэлю Вальсу руководство правительством Франции. Он обладает необходимыми для премьера качествами. На новом посту ему предстоит сформировать сплочённое правительство, которое сможет добиться трёх основных задач: оздоровления экономики, развития производства и социальной справедливости.
Факт отставки правительства и назначение нового премьер-министра прокомментировали видные французские политики. Так, председатель партии Союз за народное движение Жан-Франсуа Копе заявил, что отстранения от должности Эро недостаточно для того, чтобы исправить тяжёлую ситуацию, в которой оказалась страна и, что Олланд должен порвать с социалистической моделью. Председатель Национального фронта Марин Ле Пен заявила, что реорганизация кабинета министров не принесёт результатов, и что Франции необходима радикальная смена политического курса, который сейчас заключается «в навязанном Европой режиме жёсткой экономии». Уже в должности, Вальс принял делегацию от партии «Европа-Экология-Зелёные», включающей главу фракции в Сенате Жан-Венсена Пласе, а также сопредседателей фракции в Национальном собрании Барбару Помпили и Франсуа де Рюжи. Ранее от сотрудничества отказались министр по вопросам развития Паскаль Канфен и министр жилищного строительства Сесиль Дюфло, сказав в заявлении, что
Это вопрос не личного отношения, но скорее политической ориентации. Мы со своей стороны считаем, что ключевым элементом в урегулировании гражданского и морального кризиса является согласованность между словами и поступками. Мы считаем, что должен начаться новый политический цикл: создание инновационных решений не может происходить на фоне простой перемены масок при неизменных остальных условиях.
Официальная церемония передачи полномочий состоялась 1 апреля в 15.00 по местному времени (17.00 московского) в Матиньонском Дворце. Эро поблагодарил всех, кто в течение почти двух лет помогал ему в работе, и пожелал Вальсу удачи в его новой должности сказав «господин премьер-министр, дорогой Мануэль. Начинается новый этап. Президент решил назначить вас главой правительства. Это сложная, требовательная, но увлекательная работа». В свою очередь Вальс поблагодарил Эро за совместную работу в его правительстве: «вы, мы с вами оба — социалисты, республиканцы и патриоты. Вы служили стране с этими ценностями и чувством долга. Я был очень горд быть вашим министром внутренних дел. Для меня большая честь быть вашим преемником». Вальс отметил, что на новой должности намерен продолжать работу Эро и делать всё для обеспечения роста экономики и восстановления страны, сказав, что
Президент Республики предложил дорожную карту, чтобы продвигаться дальше в быстром темпе и отвечать на требования граждан нашей страны, касающиеся справедливости и социальной справедливости. Эти требования, как показали последние муниципальные выборы, как никогда актуальны.
1 апреля премьер-министр Франции Жан-Пьер Раффарен сказал, что назначение Мануэля Вальса на пост премьер-министра является, возможно, первым смелым поступком президента Франсуа Олланда: «Может быть, он сделал хороший выбор. Пожалуй, это первый смелый поступок президента Олланда». Рафаррен отметил, что целеустремленность и решительность Вальса помогут ему лучше выстраивать отношения с членами правительства, и что на протяжении двух лет «левые из левых мешали президенту управлять страной и создавали некоторую напряжённость. Глава государства предпочел радикально левым умеренно левого. Представители правых и центристских движений не могут не одобрить такой выбор».
4 апреля премьер-министр Российской Федерации Дмитрий Медведев поздравил Мануэля Вальса с назначением на должность премьер-министра Франции: «В поздравительном послании председатель правительства России выразил надежду на дальнейшее наращивание двустороннего сотрудничества в торгово-экономической, научно-технической, гуманитарной, культурной и других областях».
8 апреля Национальное собрание парламента Франции выразило вотум доверия правительству премьер-министра Мануэля Вальса — 306 «за», 239 «против». Выступая перед парламентом Вальс призвал коллег «смотреть правде в глаза» и плотно взяться за решение проблем, назвав своей главной задачей «восстановление доверия французов» не только к нынешним властям, но и ко всей политической системе в целом:
Слишком много страданий и слишком мало надежд — такова сейчас ситуация во Франции. Я предлагаю сменить темп, чтобы избежать повышения налогов и финансировать восстановление нашей экономики. 50 миллиардов евро необходимо сэкономить за три года, с 2015 по 2017 годы. Эти усилия должны быть общими для всех. И я, с колотящимся сердцем, прошу вас, ради Франции, выразить мне доверие и поддержать французов. Франция — это такая страна, которая всегда смотрит вперёд. И я буду бороться за то, чтобы это продолжалось. Потому что это значит быть французом!
Одновременно он отверг обвинения в адрес Франции в том, что она принимала участие в геноциде в Руанде:
Я не принимаю этих несправедливых, возмутительных обвинений в том, что Франция могла быть замешана в геноциде в Руанде.
Накануне 20-й годовщины геноцида президент Руанды Поль Кагаме заявил о непосредственной роли Франции и Бельгии в политической подготовке геноцида, обвинив французских солдат-миротворцев в том, что они были пособниками преступлений и их исполнителями. Позднее власти Руанды исключили посла Франции Мишеля Флеша из списка участников памятной церемонии, а в ответ Франция вообще отменила своё участие, в частности отказалась от поездки министр юстиции Франции Кристиана Тобира.
25 августа 2014 года Вальс подал президенту Олланду прошение об отставке правительства. Олланд удовлетворил его просьбу, вновь поручив Вальсу сформировать новое правительство, «в соответствии с руководящими принципами, отвечающими его планам для страны», что может произойти 26 августа, и таким образом первое правительство Вальса продержалось 147 дней. По некоторым данным, отставка была связана с тем, что 24 августа на «Празднике розы» в Брессе министр экономики Арно Монтебур раскритиковал политику Европейского союза, по его мнению контролирующуюся Германией, сказав, что «весь мир нас убеждает, даже умоляет прекратить абсурдную политику экономии, толкающую еврозону к всё большему спаду. Надо иметь мужество и признаться в том, что политика „затягивания поясов“ лишь усугубляет проблему дефицита, которую она должна была бы решить» и настало время сформировать «разумное и сбалансированное противостояние чрезмерной одержимости немецких консерваторов», а ранее в интервью газете «Le Monde» он заявил, что Германия оказалась в тисках политики жёсткой экономии, которая навязана всем европейским странам. Его поддержали министры образования Бенуа Амон, культуры — Аурелия Филипетти, финансов — Мишель Сапин и юстиции — Кристиан Тобира, ставшие первыми кандидатами на вылет из правительства. После этого Вальс отметил, что «Монтебур переступил черту. Министр экономики не может выражать свои мысли в отношении политики государства и в отношении партнёра — Германии — таким образом». Между тем, индекс популярности Олланда у населения Франции упал до 17 %, а Вальса — 36 %, при том что рост ВВП составляет 0 %. Еврокомиссар по энергетике Гюнтер Эттингер охарактеризовал отставку как крайне необходимую: «точно так же, как много лет назад Лафонтен ушел и помог Шредеру, так и Олланд, наконец, располагает теперь министрами, которые поддерживают его курс. После немыслимых высказываний ушедшего в отставку министра экономики этот шаг давно назрел». Оппозиция, в том числе и правая консервативная, назвала кризис правительства параличом социалистов, неспособных справиться с экономикой. Исполняющий обязанности генерального секретаря Союза за народное движение Люк Шатель сказал, что «политический кризис, открывшийся отставкой правительства Манюэля Вальса, серьёзен. Он свидетельствует о параличе правящей партии левых, которые за отсутствием политического большинства, неспособны справиться с чрезвычайной ситуацией в экономике», ответственность за которую несёт «лично Франсуа Олланд. Сегодня у президента республики не осталось выбора: он должен произвести подлинные перемены в политике, чётко заявив о политической линии правительства и, прежде всего, перейти от слов к делу». Лидер Национального фронта Марин Ле Пен отметила, что отставка кабинета Вальса «стала очередным свидетельством раскола в рядах большинства социалистов и неспособности премьер-министра и президента республики получить поддержку в собственном лагере сторонников», и «в сложившихся условиях больше чем когда-либо нужно вернуть слово французам и распустить Национальное собрание. Власть в любом случае будет вынуждена это сделать, потеряв большинство в нижней палате». Не призывая к роспуску парламента, национальный секретарь Коммунистической партии Пьер Лоран, выступил за объединение «всех тех, кто отказывается от суицидальных целей» правительства Олланда. Позже, министр национального образования Бенуа Амон и культуры Орели Филиппетти отказались войти в новое правительство.
26 августа президент Франции Франсуа Олланд по представлению Вальса сформировал четвёртое за два года нахождения у власти правительство, в котором большинство министров-сторонников Олланда сохранили свои посты, а мужчинам и женщинам отведено одинаковое количество постов. Представители «зелёных» участников правящей коалиции в парламенте не вошли в новое правительство, но три члена Радикальной левой партии в нём остались. Через два часа, в прямом эфире телеканала «France 2» Вальс сказал, что «не сомневаюсь, что мне представится возможность проведения процедуры вотума доверия Национального собрания на парламентской сессии в сентябре или октябре. Там будет большинство, просто не может быть иначе. Если большинства не будет, то это будет конец, мы не сможем продолжать дальше нашу работу».
16 сентября в Национальной ассамблее парламента Франции прошло голосование по доверию новому правительству Вальса, на котором ему надо было заручиться поддержкой большинства из 577 депутатов. В выступлении перед депутатами Вальс подтвердил намерения придерживаться плана, позволяющего за три года сократить объём государственных расходов на 50 миллиардов евро, не признав это мерами жёсткой экономии, заявил о налоговых послаблениях и пенсионных бонусах для определённых групп населения, а также покритиковал политику Германии и Евросоюза, и назвал провокационными предложения Объединения французских промышленников и предпринимателей (Medef), выступившего за сокращение числа праздничных дней, отказ от 35-часовой рабочей недели и понижение МРОТ. В итоге, за вотум доверия правительству проголосовало 269 депутатов, против — 244, воздержалось — 53 (31 депутат-социалист из правящего большинства, а также «зелёные»). Этот результат оказался на 37 голосов меньше, чем в прошлый раз, однако Конституция не обязывала Вальса ставить вопрос о доверии правительству, и он сам пошёл на этот символический шаг для укрепления легитимности.

### Борьба за президентство
Премьер-министр Франции Мануэль Вальс подал в отставку 6 декабря 2016 года ради того, чтобы участвовать в праймериз Социалистической партии а дальше в выборах президента. 29 января 2017 года во втором туре праймериз проиграл Бенуа Амону, который был в его правительстве министром образования, и поддержал на президентских выборах кандидатуру Эмманюэля Макрона.

### Разрыв с социалистами
11 мая 2017 года Вальс объявил, что на предстоящие в июне парламентские выборы пойдёт в качестве независимого кандидата в своём прежнем округе в департаменте Эсон. Это заявление последовало после отказа движения Макрона Вперёд, Республика! принять предложение бывшего премьер-министра о выдвижении его кандидатуры от президентской партии. Тем не менее, её генеральный секретарь Ришар Ферран заявил, что они не будут выставлять своего кандидата в округе Вальса.

### Переезд в Барселону
3 октября 2018 года Национальное собрание Франции утвердило отставку депутата Мануэля Вальса в связи с его решением принять участие в выборах мэра Барселоны (два тура дополнительных выборов в его округе назначены на 18 и 25 ноября 2018 года).
26 мая 2019 года по итогам муниципальных выборов, состоявшихся одновременно с региональными и европейскими, возглавляемый Вальсом список партии «Граждане» добился определённого успеха, получив в муниципальном совете Барселоны 6 мест вместо 5, которые имел там после выборов 2015 года. Тем не менее, сам Вальс в борьбе за кресло мэра остался на четвёртом месте с 13 % поддержки против более 21 % у действующего мэра Ады Колау, подтвердившей свой мандат, и кандидата сепаратистской партии Левые республиканцы Каталонии Эрнеста Маргалла (около 21 %). После выборов Вальс заявил о намерении продолжить свою политическую карьеру в Барселоне.
17 июня 2019 года партия «Граждане» объявила о разрыве с Вальсом, поскольку он в качестве депутата муниципального совета проголосовал за переизбрание мэром Барселоны Ады Колау.
30 августа 2021 года фракция «Барселона за перемены» объявила об отказе Мануэля Вальса от мандата барселонского муниципального совета и его возвращении во Францию с намерением в дальнейшем работать ведущим собственных программ на радиостанции RMC и телеканале BFM TV.
На парламентских выборах 2022 года во Франции Вальс выставил свою кандидатуру в 5-м зарубежном округе (Испания, Португалия, Андорра, Монако) от макронистской партии «Вперёд, Республика!», однако представитель этой же политической силы Стефан Вожетта, обладающий данным мандатом, отказался подчиниться партийному решению и пошёл на выборы в этом же округе, пробившись во второй тур вместе с кандидатом левого блока NUPES Рено Ле Берром (Renaud Le Berre). По итогам первого тура Вальс остался на третьем месте с результатом 15 %.

### В правительстве Байру
23 декабря 2024 года при формировании правительства Байру получил портфель министра заморских территорий в ранге государственного министра.

## Правительства

### Первый состав (2 апреля — 26 августа 2014)
В состав правительства Жан-Марка Эро, сформированного после победы Социалистической партии на парламентских выборах 2012 года, помимо него самого входили 37 министров и министров-делегатов. 2 апреля был объявлен новый состав правительства, в котором уже 16 министров, не считая премьер-министра.

#### Министры
- Сеголен Руаяль — министр экологии, устойчивого развития и энергетики[90]
- Мишель Сапен — министр финансов и государственных счетов[91]
- Жан-Ив Ле Дриан — министр обороны[92]
- Бернар Казнёв — министр внутренних дел[93]
- Лоран Фабиус — министр иностранных дел и международного развития[94]
- Кристиан Тобира — министр юстиции[95]
- Орели Филиппетти — министр культуры и коммуникаций[96]
- Арно Монтебур — министр экономики, роста производства и цифровых технологий[97]
- Франсуа Ребсамен — министр труда, занятости и социального диалога[98]
- Наджат Валло-Белкасем — министр по делам женщин, градоустройства, молодёжи и спорта[99]
- Стефан Ле Фоль — министр сельского хозяйства, продовольственной промышленности и леса; официальный представитель правительства[100]
- Бенуа Амон — министр образования и исследований[100]
- Марисоль Турэн — министр социальных дел[100]
- Марилиз Лебраншю — министр по вопросам государственной реформы, децентрализации и госслужбы[100]
- Жорж По-Ланжевен — министр по делам заморских территорий[100]
- Сильвия Пинель — министр жилищной политики и равенства территорий[100]

### Второй состав (с 26 августа 2014 года)
Состав второго правительства Вальса был объявлен 26 августа:

#### Министры
- Сеголен Руаяль — министр экологии, устойчивого развития и энергетики;
- Мишель Сапен — министр финансов и государственных счетов;
- Жан-Ив Ле Дриан — министр обороны;
- Бернар Казнёв — министр внутренних дел;
- Лоран Фабиус (до 11 февраля 2016), Жан-Марк Эро (с 11 февраля 2016) — министр иностранных дел и международного развития;
- Кристиан Тобира — министр юстиции;
  - Жан-Жак Юрвоас (с 27 января 2016)
- Флёр Пельрен (до 11 февраля 2016), Одри Азулай (с 11 февраля 2016) — министр культуры и коммуникаций;
- Эмманюэль Макрон — министр экономики, промышленности и цифровых технологий (до 30 августа 2016);
- Франсуа Ребсамен — министр труда, занятости, профессиональной подготовки и социального диалога;
  - Мириам Эль-Хомри (со 2 сентября 2015)
- Патрик Канне — министр по делам градоустройства, молодёжи и спорта;
- Стефан Ле Фоль — министр сельского хозяйства, продовольствия и лесного хозяйства; официальный представитель правительства;
- Наджат Валло-Белкасем — министр национального образования, высшего образования и научных исследований;
- Марисоль Турэн — министр социальных дел, здравоохранения и по делам женщин;
- Марилиз Лебраншю — министр по вопросам децентрализации, государственной реформы и госслужбы (до 11 февраля 2016);
  - госсекретарь по госреформе и упрощению нормативной базы — Тьери Мандон[фр.] (13 июня 2014 — 17 июня 2015) и Клотильда Вальтер[фр.] (17 июня 2015 — 11 февраля 2016)
  - Анник Жирарден (министр государственной службы с 11 февраля 2016)
- Жорж По-Ланжевен — министр по делам заморских территорий (до 30 августа 2016);
  - Эрика Барейт (с 30 августа 2016)
- Сильвия Пинель — министр жилищной политики, равенства территорий и сельской политики (до 11 февраля 2016),
  - Эмманюэль Косс — министр жилищной политики (с 11 февраля 2016),
  - Жан-Мишель Байле — министр территориального развития, сельских районов и местных органов власти (с 11 февраля 2016).

## Личная жизнь
В 1987 году Мануэль Вальс женился на Натали Сули. В браке у них родились четверо детей, но всё закончилось разводом. 1 июля 2010 года Вальс взял в жёны скрипачку Анну Гравон.
Мануэль Вальс свободно говорит, помимо французского, на испанском, каталанском и итальянском языках, болеет за футбольный клуб «Барселона» и любит читать произведения Габриэля Гарсиа Маркеса.

## Награды
- Кавалер Большого креста Национального ордена «За заслуги». Награждён Президентом Республики 22 октября 2014 года[104], на основании Указа № 74-1119 от 24 декабря 1974 года о внесении изменений в Указ № 63-1196 от 3 декабря 1963 года, устанавливающий, что достоинство кавалера Большого креста по праву принадлежит премьер-министру после шести месяцев службы.
- Кавалер Большого креста ордена Гражданских заслуг (Испания, 2013 год)[105].
- Рыцарь Большого креста ордена Святых Михаила и Георгия (Великобритания, 2014 год)[106].
- Командор ордена Заслуг Кот-д’Ивуара (2013 год)[107].
- Командор ордена Алауитского трона (Марокко, 2011 год)[108].
- Кавалер Большого креста ордена Заслуг (Сенегал, 2016 год)[109].
- Кавалер Национального орден Льва (Сенегал, 2013 год)[110].
- Командор Национального ордена Мали (Мали, 2016 год)[111].